# Culto a la personalidad en Corea del Norte

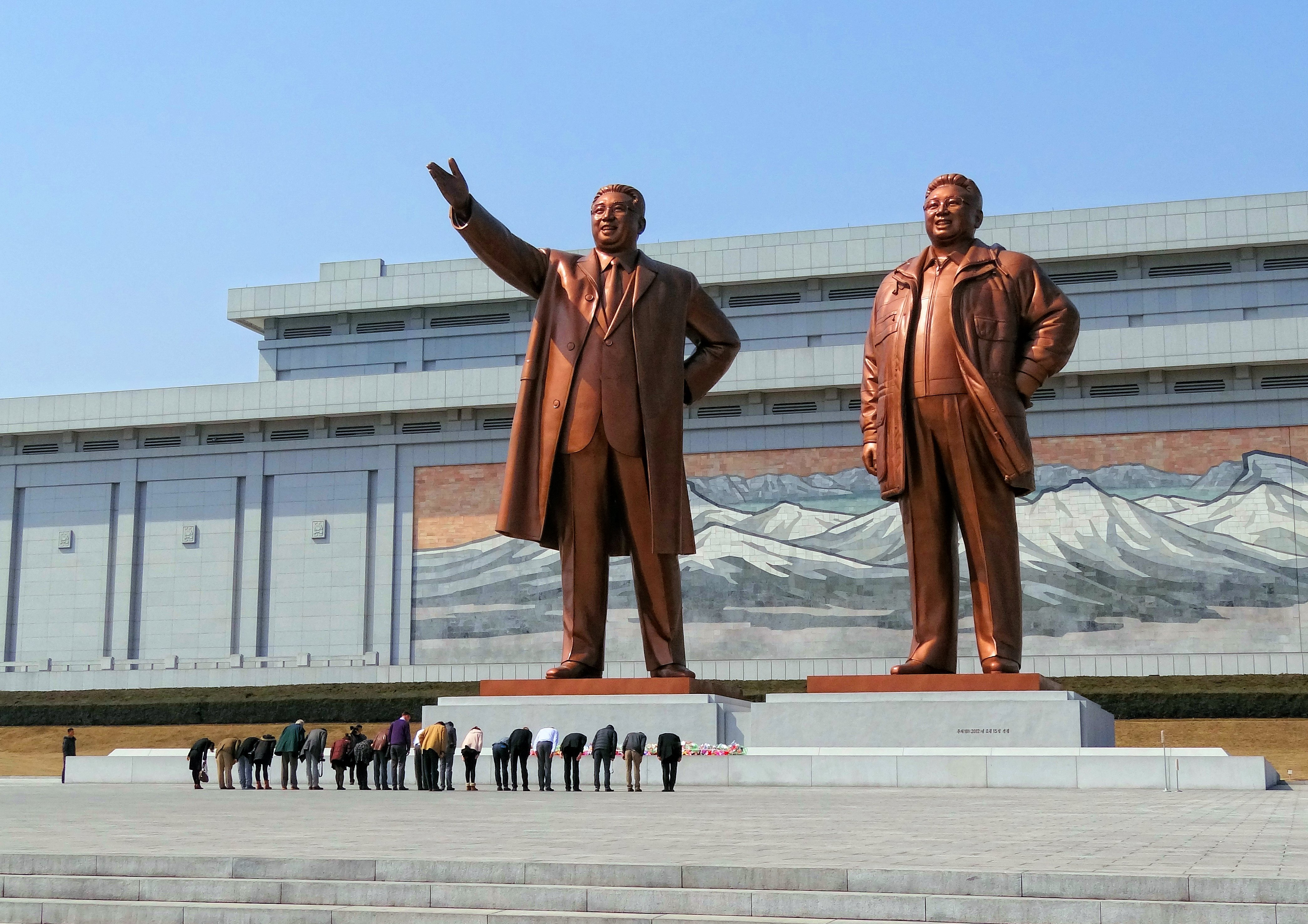
El gran monumento de la colina Mansu en Pionyang en 2014 representando a Kim Il-sung (izquierda) y Kim Jong-il (derecha), con visitantes haciendo reverencias.

El culto a la personalidad que rodea a la familia regente, la familia Kim, ha existido en Corea del Norte por décadas y se puede encontrar en muchos ejemplos de la cultura del país. A pesar de que no son reconocidos oficialmente por el gobierno norcoreano, muchos desertores y visitantes occidentales afirman que a menudo hay duras penas para quienes critican o no muestran el respeto "apropiado" al régimen. El culto a la personalidad comenzó poco después de que Kim Il-sung asumiera el poder en 1948, y se expandió mucho después de su muerte en 1994.
Mientras que otros países han tenido cultos a la personalidad en diversos grados (como Iósif Stalin en la Unión Soviética), la omnipresencia y la naturaleza extrema del culto a la personalidad en Corea del Norte supera al de Stalin o Mao Zedong en China. El culto también está marcado por la intensidad de los sentimientos y la devoción de la gente por sus líderes, y el papel clave desempeñado por una ideología confucianizada del familismo, tanto en mantener el culto como en sostener al mismo régimen.

## Antecedentes
El culto a la personalidad que rodea a la familia Kim exige total lealtad y sometimiento a la familia Kim y establece el país como una dictadura de un solo hombre a través de generaciones sucesivas. La Constitución de Corea del Norte de 1972 incorpora las ideas de Kim Il-sung como el único principio rector del Estado y sus actividades como la única herencia cultural del pueblo. Según New Focus International, el culto a la personalidad, particularmente en torno a Kim Il-sung, ha sido crucial para legitimar la sucesión hereditaria de la familia y Yong-soo Park señaló en el Australian Journal of International Affairs que el "prestigio del Suryong [líder supremo] ha recibido la más alta prioridad sobre todo lo demás en Corea del Norte".

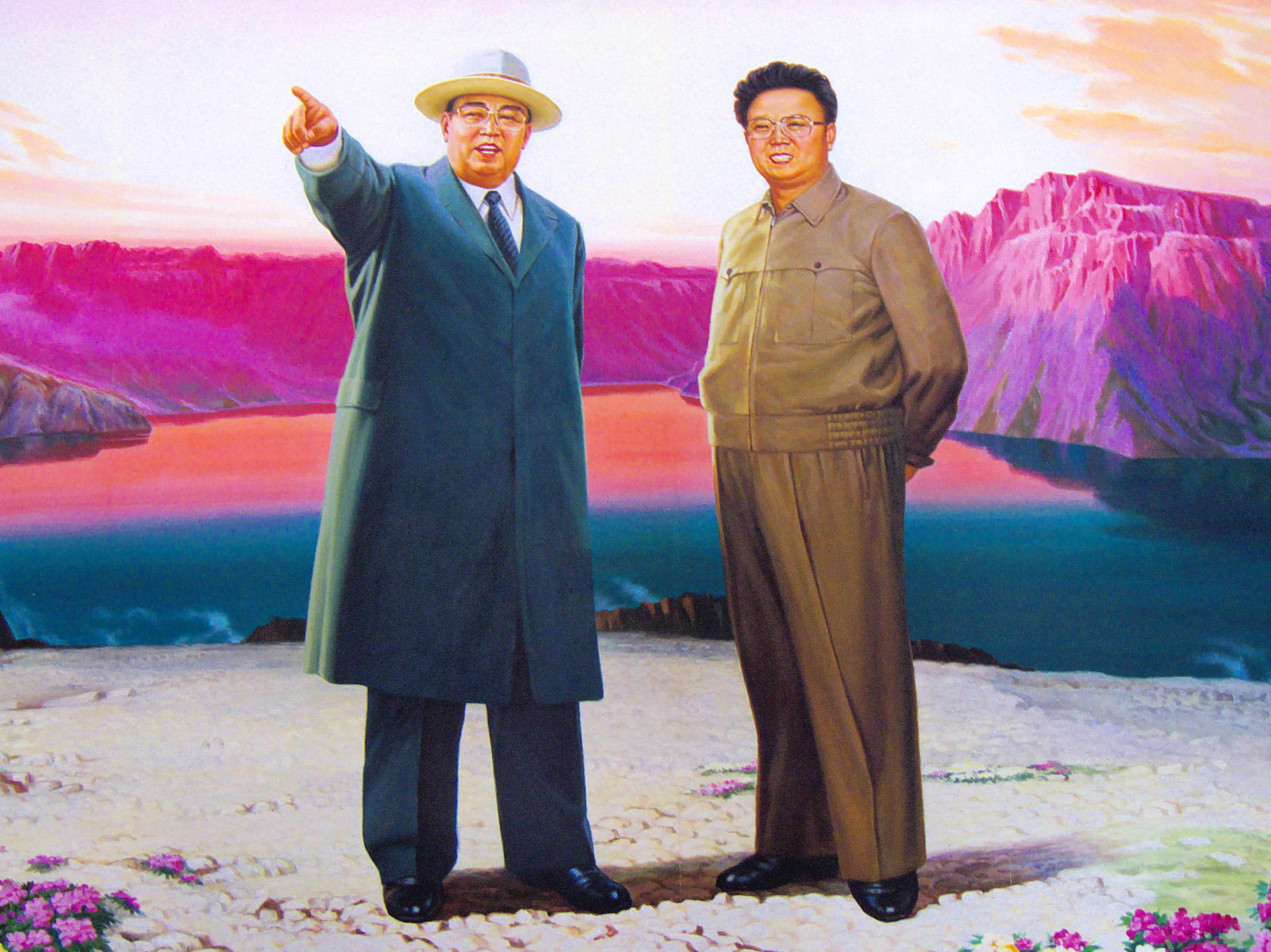
Kim Il-sung (izquierda) con su hijo Kim Jong-il en el monte Paektu.

Kim Il-sung desarrolló la ideología política del Juche, entendida generalmente como la autosuficiencia y, además, se desarrolló entre los años 1950 y 1970. El Juche se convirtió en la principal guía de todas las formas de pensamiento, educación, cultura y vida en toda la nación norcoreana hasta que Kim Jong-il introdujo la política Songun (El Ejército Primero), que aumenta la filosofía Juche y tiene un gran impacto sobre las políticas económicas nacionales.
En la cuarta conferencia del partido celebrada en abril de 2012, Kim Jong-un definió al Juche como el pensamiento integral de Kim Il-sung, desarrollado y profundizado por Kim Jong-il, por lo tanto la calificó como "Kimilsungismo-Kimjongilismo" y que era "La única idea rectora del partido" y la nación.
Las autoridades norcoreanas han cooptado elementos del cristianismo y del budismo, y los han adaptado a sus propios usos, mientras que han restringido en gran medida todas las religiones en general, ya que son vistas como una amenaza para el régimen. Un ejemplo de esto se puede ver en la descripción de Kim Il-sung como un dios, y la de Kim Jong-il como el hijo de un dios o "Sol de la Nación", evocando las imágenes del Padre y el Hijo del cristianismo. Según el autor Víctor Cha, durante la primera parte del gobierno de Kim Il-sung, el estado destruyó más de 2.000 templos budistas e iglesias cristianas, lo que podría menoscabar la fidelidad a Kim. Incluso existe la creencia generalizada de que Kim Il-sung "creó el mundo" y que Kim Jong-il controlaba el clima. La sociedad coreana, tradicionalmente confuciana, pone un fuerte énfasis en la jerarquía paterna y la lealtad. Los Kim han tomado estas tradiciones profundamente arraigadas y han quitado su componente espiritual, reemplazándolos con la lealtad al estado y a la familia gobernante para controlar a la población. A pesar de la supresión de las religiones tradicionales, sin embargo, algunos han descrito la idea Juche, sociológicamente, como la religión de toda la población de Corea del Norte.
Según un informe de 2013 de New Focus International, las dos principales publicaciones de noticias de Corea del Norte (el diario Rodong Sinmun y la Agencia Telegráfica Central de Corea) publican alrededor de 300 artículos por mes relacionados con el "culto de Kim". El informe sugiere además que con la muerte de Kim Jong-il, el ciudadano norcoreano promedio está cansado de la gran cantidad de propaganda que rodea a los Kim. DailyNK también publicó en 2015 que la generación más joven está más interesada en el mundo exterior y que el gobierno está teniendo dificultades para asegurar la lealtad de la generación "jangmadang" (mercado) y promover la idolatría de Kim Jong-un.
El gobierno de Corea del Norte afirma que no hay culto a la personalidad, sino un genuino culto al héroe.

## Kim Il-sung
El culto a la personalidad que rodea a Kim Il-sung es, con mucho, el más difundido entre el pueblo. Si bien existe un afecto genuino por Kim Il-sung, ha sido manipulado por el gobierno con fines políticos.

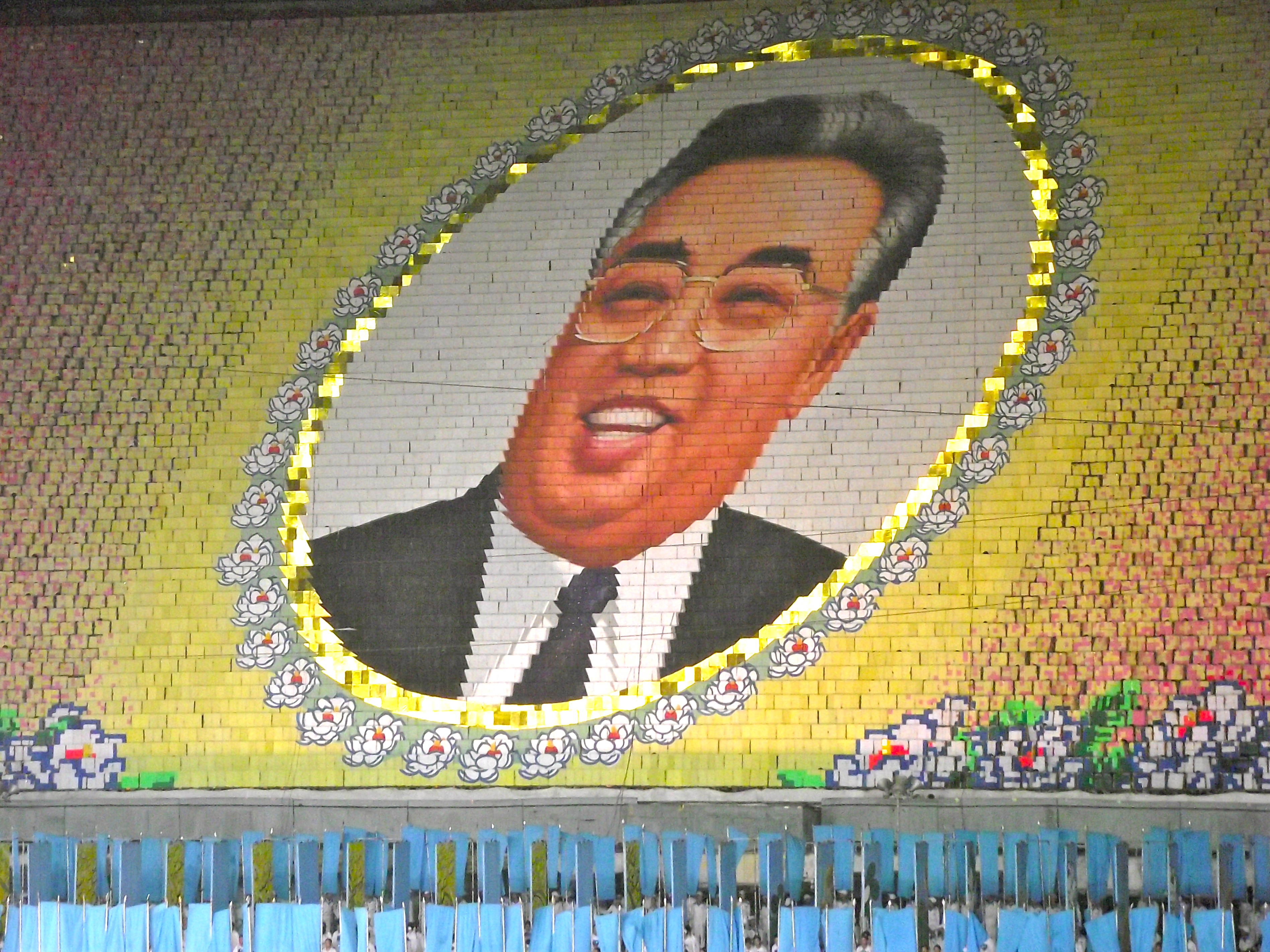
Imagen de Kim Il-sung en el Festival Arirang.

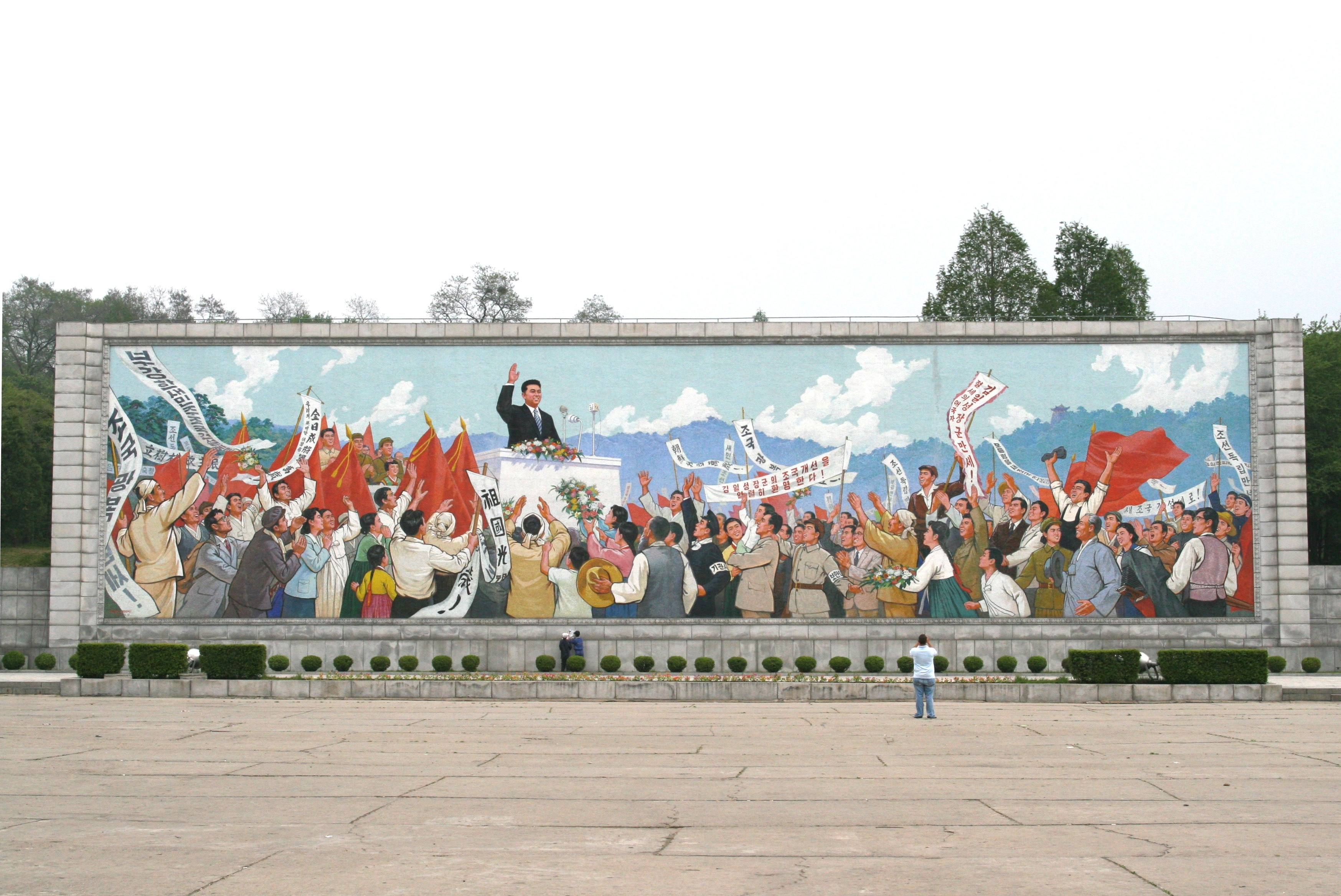
Un mural en Pionyang, que muestra a Kim Il-sung dando un discurso.

El culto tuvo sus inicios ya en 1949, con la aparición de las primeras estatuas de Kim Il-sung. La veneración de Kim Il-sung entró en efecto completo después de una purga de masa en 1953. En 1967, Kim Jong-il fue nombrado en el departamento de propaganda del estado y la información, donde comenzó a enfocar su energía en el desarrollo de la veneración de su padre Fue en esta época que el título Suryong (Gran Líder o Líder supremo) entró en uso habitual. Sin embargo, Kim Il-sung había comenzado a llamarse a sí mismo "Gran Líder" ya en 1949.
Hwang Jang-yop, el desertor norcoreano de mayor rango que se fue a Corea del Sur, ha señalado que el país está completamente gobernado por la única ideología del "Gran Líder". Dijo además que durante el período de desestalinización en la Unión Soviética, cuando el culto a la personalidad de Stalin fue criticado en 1956, algunos estudiantes norcoreanos que estudiaban en la Unión Soviética comenzaron a criticar el creciente culto a la personalidad de Kim Il-sung y fueron sometidos a intensos interrogatorios que duraron meses, "y a los que encontraron la menor sospecha fueron asesinados en secreto".
Una vez que las relaciones bilaterales con la Unión Soviética empeoraron (sobre todo a partir del denominado “Discurso secreto” antiestalinista pronunciado por el líder soviético Nikita Jrushchov el 25 de febrero de 1956), el rol que aquel estado había desempeñado comenzó a ser expurgado de la historiografía oficial norcoreana, así como el jugado por todos los otros nacionalistas hasta finalmente llegar a sostenerse que el propio Kim Il-sung fue el único y exclusivo fundador del comunista Partido del Trabajo de Corea. A veces suele ser mostrado en acción durante la guerra de Corea (1950-1953), la cual si bien suele ser presentada como una “victoria gloriosa” (aunque en realidad terminó en una suerte de empate), no obstante terminó devastando el país. En particular, se muestra a los soldados que participaron de dicha contienda bélica como inspirados por él. En consecuencia, varias historias narran su presencia y guía in situ en varios lugares a lo largo de dicha guerra, muchas de las cuales son abiertamente ficticias.
Según las biografías oficiales, Kim Il-sung proviene de un largo linaje de líderes y la historia moderna de Corea del Norte se centra en su vida y actividades. Se le atribuye la derrota casi por sí solo los japoneses al final de la ocupación de Corea (ignorando los esfuerzos soviéticos y estadounidenses) y con la reconstrucción de la nación después de la guerra de Corea. A lo largo de su vida se le concedieron muchos títulos de estima como "Sol", "Gran Presidente", "Líder Celestial" y otros, así como premios como la "Medalla de Oro Doble Héroe". Estos títulos y premios eran a menudo autodeterminados y la práctica sería repetida por su hijo. La Agencia Central de Noticias Coreana (la agencia de noticias oficial del gobierno) informó continuamente sobre los títulos y afecto concedidos a percibir Kim Il-sung por los líderes mundiales, incluyendo Mao Zedong de China, Fidel Castro, de Cuba y Jimmy Carter de los Estados Unidos.
Todas las publicaciones importantes (periódicos, libros de texto, etc.) debían incluir "palabras de instrucción" de Kim Il-sung. Además, su nombre debe escribirse como una sola palabra en una línea, no se puede dividir en dos partes si hay un salto de página o la línea de texto se queda sin espacio (por ejemplo: Kim Il-sung, no Kim Il-... sung).
A los niños de Corea del Norte se les enseñaba en la escuela que eran alimentados, vestidos y nutridos en todos los aspectos por la "gracia del Presidente". Las escuelas primarias más grandes del país tienen un cuarto reservado para las conferencias que tratan específicamente de Kim Il-sung (conocido como el Instituto de investigación de Kim Il-sung). Estas habitaciones están bien cuidadas, están construidas con materiales de alta calidad, y tienen una maqueta de su lugar de nacimiento en Mangyongdae-guyok. El tamaño de las imágenes de él que adornaban los edificios públicos se regula para ser en proporción al tamaño del edificio en el cual cuelgan. Su lugar de nacimiento también se ha convertido en un lugar de peregrinación.

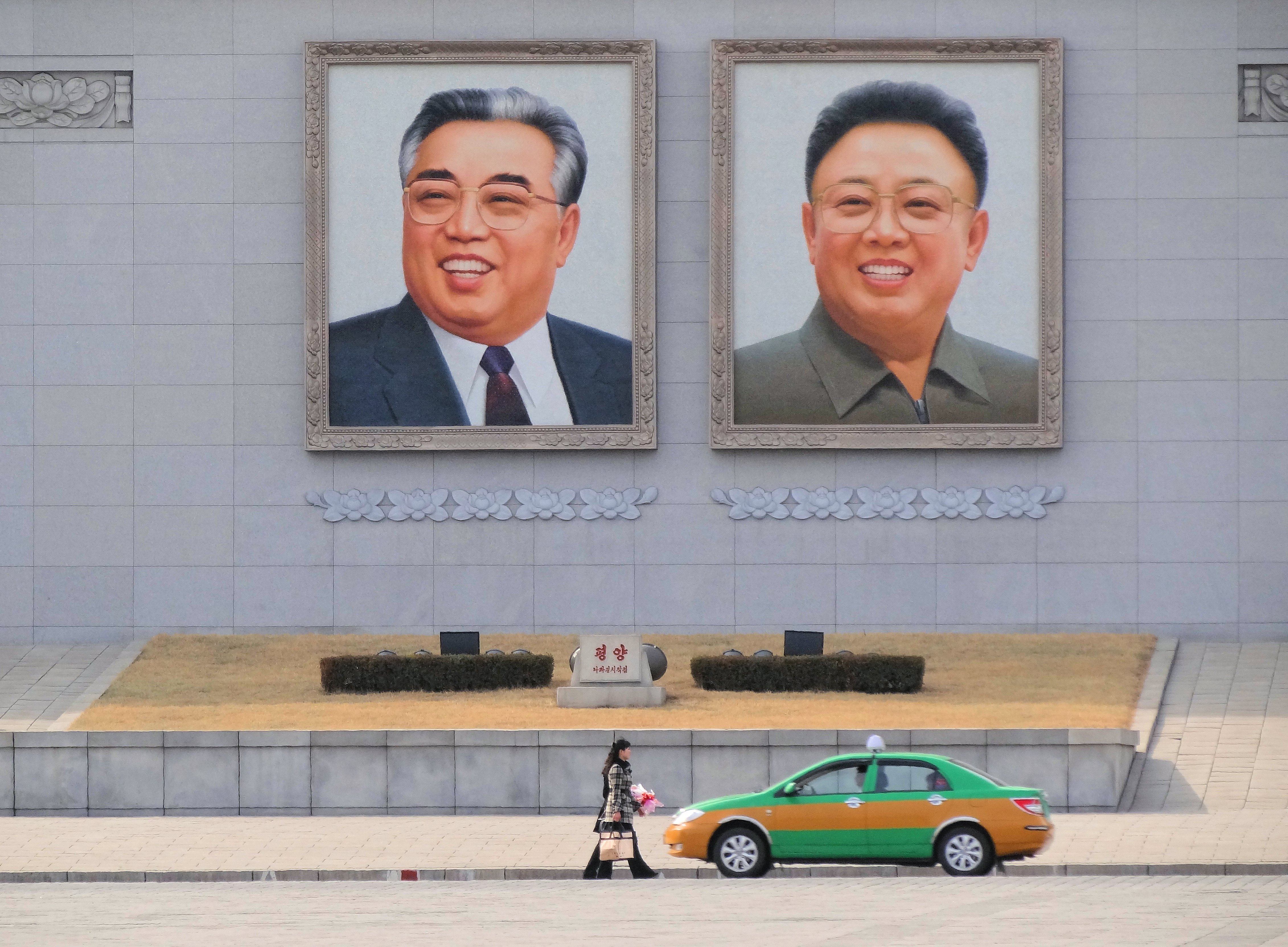
Retratos de Kim Il-sung y Kim Jong-il.

Kang Chol-hwan escribió sobre su niñez en Corea del Norte: 
Ante mis ojos infantiles y los de todos mis amigos, Kim Il-sung y Kim Jong-il eran seres perfectos, impolutos de cualquier función humana básica. Yo estaba convencido, al igual que todos, que ninguno de ellos orinaba o defecaba. ¿Quién podía imaginar tales cosas sobre los dioses?
La Kimilsungia es una orquídea bautizada en honor a Kim Il-sung por el expresidente indonesio Sukarno. Recibió su nombre durante una visita que hizo al Jardín Botánico de Bogor en 1965. Según un discurso que dio Kim Jong-il en 2005, Sukarno y el director del jardín botánico deseaban bautizar la flor en honor a Kim Il-sung. Este rechazó la propuesta, pero Sukarno insistió, "No, usted ofreció enormes servicios a la humanidad y se merece un gran honor". En Corea del Norte, las flores (y la Kimjongilia descrita más abajo) son empleadas en idolizar a los líderes.
Cuando Kim Il-sung murió en 1994, Kim Jong-il declaró un período de duelo nacional durante tres años. Los que fueron encontrados violando las reglas de duelo (como beber) fueron castigados. Después de su muerte recibió el título de "Presidente Eterno de la República". En 1998 la constitución nacional fue cambiada para reflejar esto. Cuando su padre murió, Kim Jong-il amplió enormemente el culto a la personalidad en la nación.
En 1997 se introdujo el sistema de fechado de la era Juche, que comienza con el nacimiento de Kim Il-sung (15 de abril de 1912) como año Juche 1, reemplazando al calendario gregoriano. El año 2021 correspondería entonces a Juche 110 (no hay año 0).
El 8 de julio de 2014 se conmemoró el 20.º aniversario de la muerte de Kim Il-sung. Las autoridades norcoreanas declararon un período de duelo de diez días que duró del 1 de julio al 10 de julio. En el aniversario se organizaron conferencias, sesiones de estudio, coros locales, etc., con la movilización de niños y trabajadores para participar en los diversos eventos. Según un residente de Hyesan, "Hoy en día la gente está teniendo dificultades... ya que los eventos relacionados con la defunción del Suryeong se suceden cada día en la Unión Democrática de Mujeres y en los lugares de trabajo". Sin embargo, el residente dijo: "Nadie se queja de ello, tal vez porque desde la purga de Jang Song-thaek el año pasado, si usted escogió una pelea, ellos se lo llevarán".

## Kim Jong-il

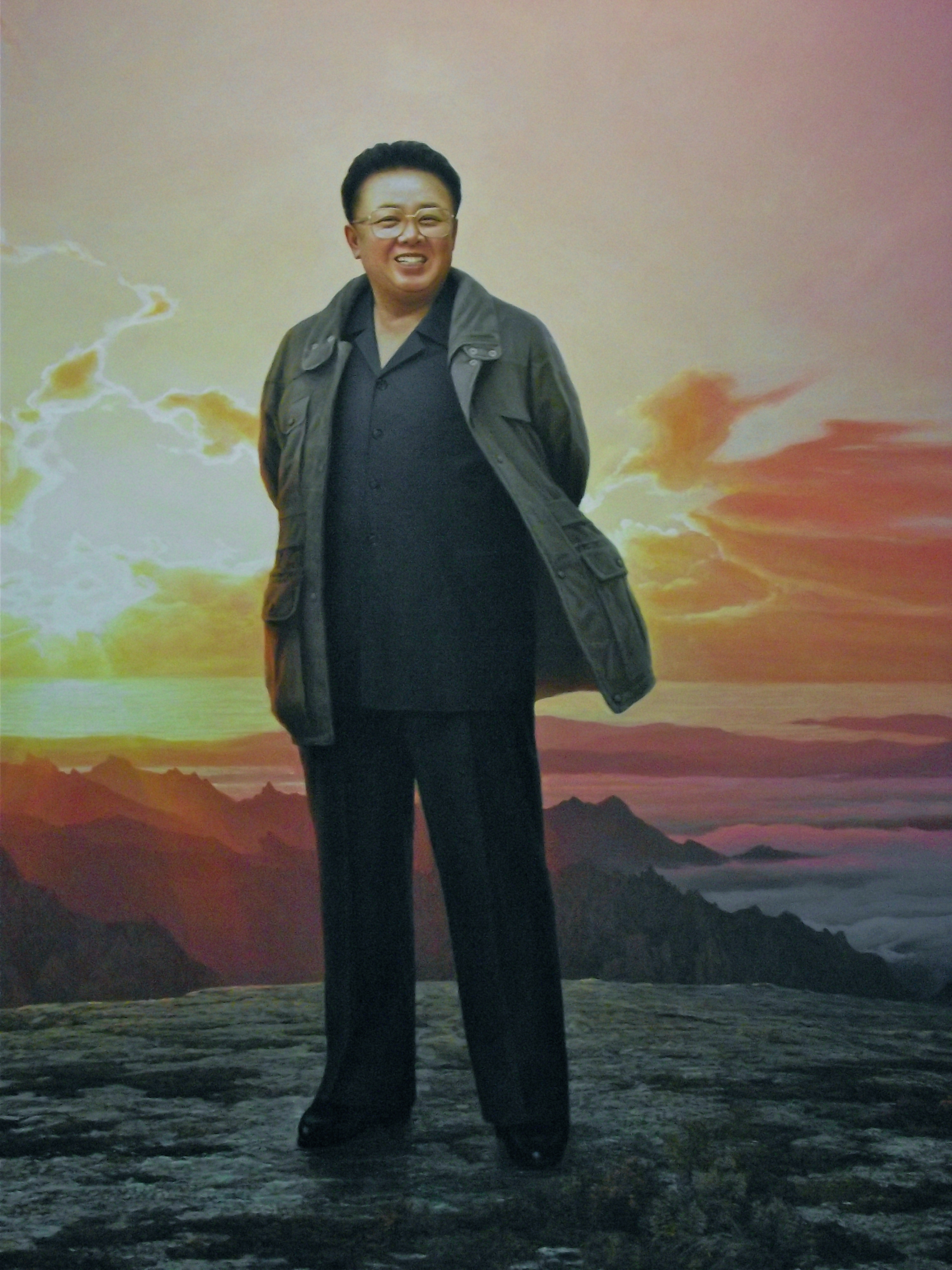
Kim Jong-il visitando el Monte Paektu, lugar de su nacimiento según la biografía oficial de Corea del Norte.

La biografía oficial de Kim Jong-il sostiene que nació en un campamento militar de la resistencia contra la ocupación japonesa en el monte Paektu en Corea, el 16 de febrero de 1942. Según esta versión, el evento fue presagiado por una golondrina y señalado con la aparición de una nueva estrella en el cielo y un doble arco iris sobre la montaña.
Estas afirmaciones, como las que rodean a su padre, son apócrifas y continuaron a lo largo de su vida. 

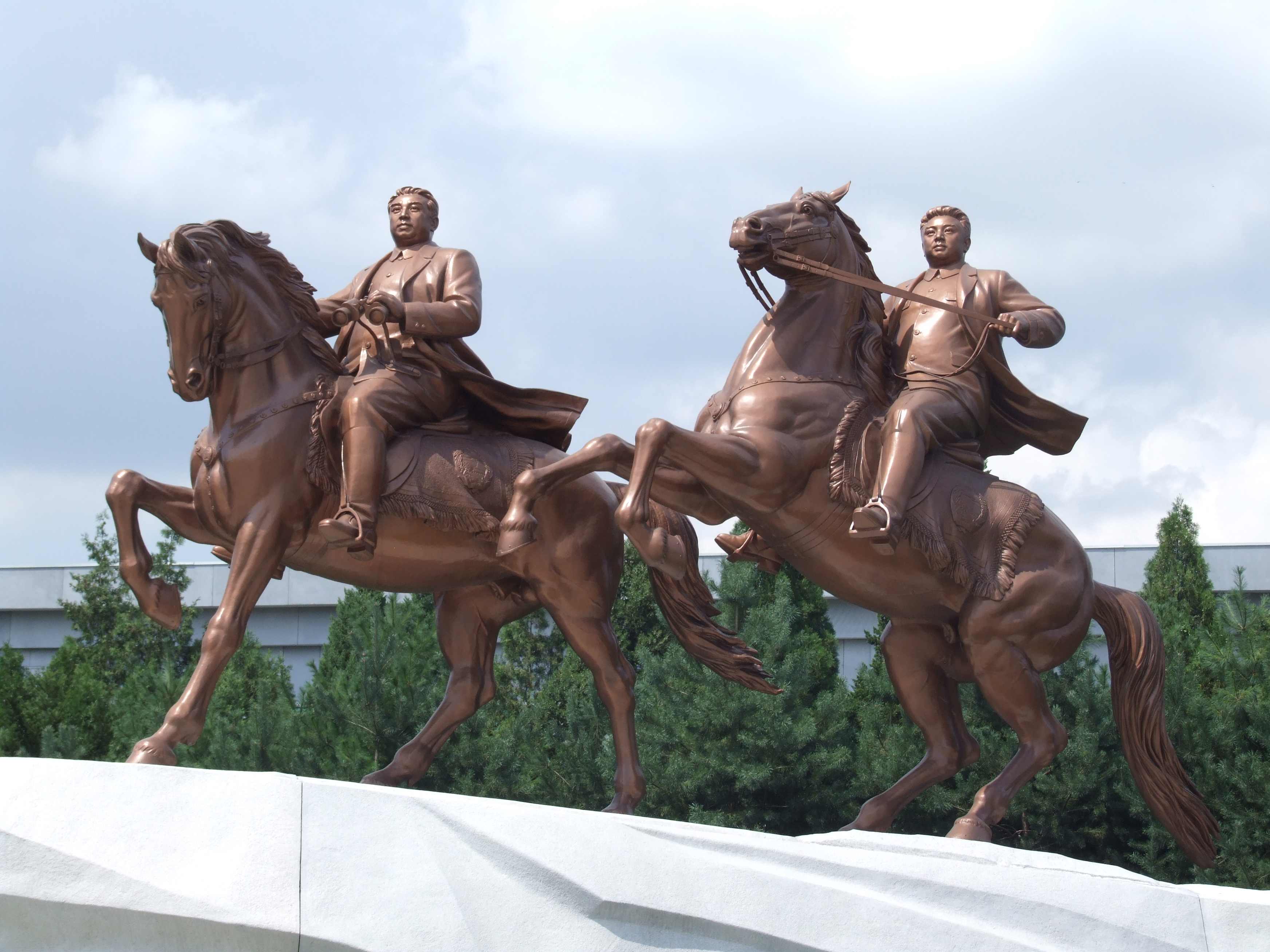
Estatuas ecuestres de los Kim en Pionyang.

Kim Il-sung empezó a contemplar la cuestión de la sucesión a inicios de la década de 1970, aunque subrepticiamente al principio, pero en 1975 Kim Jong-il fue referido como el "centro del partido", o en relación con su padre con referencias a "nuestro gran Suryong (líder supremo) y el centro del partido ". En 1977, la primera confirmación de la sucesión de Kim Jong-il se publicó en un folleto que designaba al Kim más joven como el único heredero de Kim Il-sung, que era un fiel servidor de su padre y había heredado las virtudes de su padre, y que todos los miembros del partido debían jurar lealtad a Kim Jong-il. También se les instó a apoyar su absoluta autoridad y a obedecerla incondicionalmente.
Antes de 1996, Kim Jong-il prohibió la construcción y confección de estatuas y retratos de sí mismo. Sin embargo, en 1996, se requirió que las escuelas construyeran una sala separada para conferencias que trataran específicamente la vida y pensamiento de Kim Jong-il, conocido como el Instituto de Investigación Kim Jong-il. Incluyen un modelo de su lugar de nacimiento. Hay aproximadamente 40 000 "institutos de investigación" (el total incluye Kim Il-sung y Kim Jong-il) en todo el país.
Entre 1973 y 2012, Jong-il acumuló no menos de 54 títulos, la mayoría de los cuales tenían poca o ninguna relación con logros políticos o militares reales, ya que nunca tuvo ningún entrenamiento militar.
A lo largo de su vida, el gobierno emitió numerosos informes de propaganda de los grandes logros alcanzados por Kim Jong-il,exagerando o inventado algunos hechos o acciones de su vida.
Para conmemorar el cumpleaños número 46 de Kim Jong-il, el botánico japonés Kamo Mototeru cultivó una nueva begonia perenne llamada "Kimjongilia" (literalmente, "flor de Kim Jong-il").
El sábado 17 de diciembre de 2011, Kim Jong-il murió a los 69 años debido a un ataque cardíaco provocado, según los medios norcoreanos, por el agotamiento físico y mental, mientras realizaba un viaje en tren a las afueras de la capital, Pionyang. La televisión estatal norcoreana notificó el 19 de diciembre de 2011 que el féretro de Kim Jong-il permanecería en la entrada del Palacio Memorial de Kumsusan hasta el 28 de diciembre, en el cual se llevó a cabo su funeral, y al término de los funerales oficiales y honores correspondientes, su cuerpo fue homenajeado en magno cortejo fúnebre y actualmente yace en el interior de ese palacio.
El 29 de diciembre, al finalizar las exequias y honores, Kim Yong-nam, presidente de la Asamblea Suprema del Pueblo, confirmó a Kim Jong-un como líder nacional, al pronunciar el siguiente discurso en la Gran Plaza de Pionyang: “El hecho de que él haya solucionado totalmente el asunto de la sucesión es el logro más noble del Gran Camarada Kim Jong-il”.[cita requerida]
“El respetado Camarada Kim Jong-un es el líder supremo de nuestro partido, nuestras fuerzas armadas y nuestro país que hereda la ideología, el liderazgo, el carácter, las virtudes, el coraje y el valor del gran camarada Kim Jong-il...”, dijo Kim, considerado el jefe de Estado simbólico de Corea del Norte.[cita requerida]
La muerte de Kim Jong-il provocó escenas de dolor colectivo en las que se vio a gran cantidad de norcoreanos llorando desconsoladamente. Posteriormente, la cadena de noticias Russia Today publicó un artículo diciendo que aquellos que no demostraron suficientes muestras de dolor (en un contexto en el que se informaba que, incluso, los mismos pájaros lloraban de dolor por la pérdida del líder), se enfrentaban a condenas de hasta 6 meses de trabajos correccionales, además de sesiones de escarnio público que se llevaron a cabo entre diciembre de 2011 y enero de 2012.
Póstumamente se le otorgó el título honorífico de Generalísimo, acorde a sus servicios al país y su política antiimperialista, así como también se inauguró la primera estatua de bronce con su imagen junto a una similar de su padre, y se conmemoró su 70.º cumpleaños con un acto ceremonial donde asistieron desde miembros del Partido de los Trabajadores de Corea y del Ejército, hasta funcionarios públicos, trabajadores y organizaciones sociales.
El Presidium de la Asamblea Popular Suprema de la RPD de Corea publicó el 19 de diciembre el decreto 2045, que otorgó el título de Héroe de la República a Kim Jong-il, Secretario General del Partido del Trabajo de Corea, Presidente del Comité de Defensa Nacional de la RPDC y Comandante Supremo del Ejército Popular de Corea.
El documento destacó que Kim Jong-il había hecho imperecederos méritos revolucionarios ante la patria y pueblo, ante la historia y época conduciendo con sagacidad al Partido, el ejército y el pueblo en decenas de años desde su incorporación temprana a la revolución. Lo ensalzó calificándolo como eminente ideólogo y teórico, gran figura política de nuestro tiempo, general de Songun que se honorífica con el nombre de monte Paektu, patriota sin par y generoso padre del pueblo.
Se le otorga, declara, el título de Héroe de la República Popular Democrática de Corea y Medalla Estrella de Oro y Orden Bandera Nacional de primera clase adjuntas como reflejo del unánime deseo de todos los miembros del Partido, oficiales y soldados del Ejército Popular y el resto del pueblo y en reconocimiento a sus enormes hazañas perennes realizadas en su gloriosa lucha de medio siglo por la revolución coreana y por el triunfo de la causa de la humanidad por la independencia.
Varias estatuas de bronce de gran escala han sido erigidas junto a las estatuas de Kim Il-sung. Incluyen una estatua de 5,7 metros de altura de Kim Jong-il y Kim Il-sung cada uno montando a caballo (el primer monumento grande construido después de la muerte de Kim Jong-il) y 23 metros (75- Pie) en Mansudae, Pionyang. El gobierno también ha estado reemplazando estatuas de Kim Il-sung con versiones actualizadas junto con nuevas estatuas de Kim Jong-il junto a las de su padre en cada una de las capitales provinciales y otros lugares.
Después de su muerte, se emitieron numerosas estampillas y monedas conmemorativas y se tallaron eslóganes a los lados de las montañas en honor a su 70.º aniversario.

## Kim Jong-un

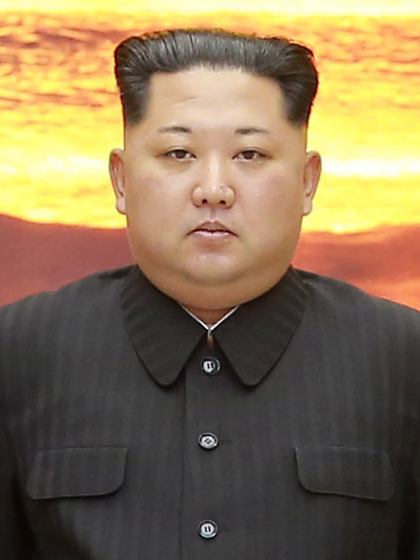
Kim Jong-un.

Kim Jong-un, nieto del fundador de Corea del Norte, estuvo en gran parte ausente del servicio público y del gobierno hasta mediados de los años 2000. En 2010 comenzó a ser referido como el "General Joven" y a finales de 2011 como "General Respetado". Como su padre, carece de cualquier entrenamiento o servicio militar formal. Con la muerte de su padre, los medios de comunicación estatales comenzaron a referirse a él como el "Gran Sucesor". Aunque todavía es un nuevo gobernante, el desarrollo de su propio culto a la personalidad está en marcha, con un gran número de carteles, , Y otra propaganda que se coloca por todo el país. Algunos comentaristas han notado que su apariencia notable en apariencia a Kim Il-sung ha ayudado a solidificarlo como el gobernante indiscutible en la mente de la gente.
Kim Jong-un marca la tercera generación del liderazgo dinástico de la familia Kim. Según Daily NK, las personas que criticaban la sucesión fueron enviadas a campamentos de reeducación o castigadas de otro modo y, después del período de duelo de Kim Jong-il, las autoridades gubernamentales comenzaron a aumentar sus esfuerzos para construir la idolatría de Kim Jong-un
Después de la muerte de Kim Jong-il, el presidente del Presidium anunció que "el respetable camarada Kim Jong-un es nuestro partido, el ejército y el líder supremo del país que hereda la ideología, el liderazgo, el carácter, las virtudes, la valentía y el coraje del gran camarada Kim Jong-il".
Poco después de que el nuevo líder llegó al poder, una señal de propaganda de 560 metros de largo fue erigida en su honor cerca de un lago en la provincia de Ryanggang. El signo, supuestamente visible desde el espacio, dice: "¡Viva el General Kim Jong-un, el Sol Brillante!".
En 2013, el Partido de los Trabajadores de Corea enmendó los Diez Principios para el Establecimiento de un Sistema Ideológico Monolítico, que en la práctica sirve de autoridad y marco jurídico primario del país, para exigir "obediencia absoluta" a Kim Jong-un. 
El tío de Kim Jong-un, Jang Sung-taek, fue ejecutado el 12 de diciembre de 2013. Su muerte fue atribuida, en parte, a socavar el culto a la personalidad de Kim. Su muerte también ha sido vista como un movimiento de Kim Jong-un para consolidar su propio culto.
En 2015, al finalizar el período oficial de luto de tres años por la muerte de Kim Jong-il, Kim Jong-un ordenó la construcción de nuevos monumentos que se construirían en cada condado de Corea del Norte. También se han pedido renovaciones extensas al Palacio Memorial de Kumsusan. Según The Daily Telegraph, los analistas "dicen que la orden de erigir más estatuas a la familia Kim será una pesada carga financiera para una economía que ya está luchando debido a años de mala administración crónica y sanciones internacionales".
El primer monumento que se dedicó al menos parcialmente a Kim Jong-un fue anunciado en enero de 2017. Se construirá en el monte Paektu y también incluye monumentos dedicados a Kim Il-sung y Kim Jong-il. Además, se están planificando "murales de mosaicos" individuales de Kim Jong-un para las principales ciudades de cada provincia.

### Reforzamiento del culto a la personalidad

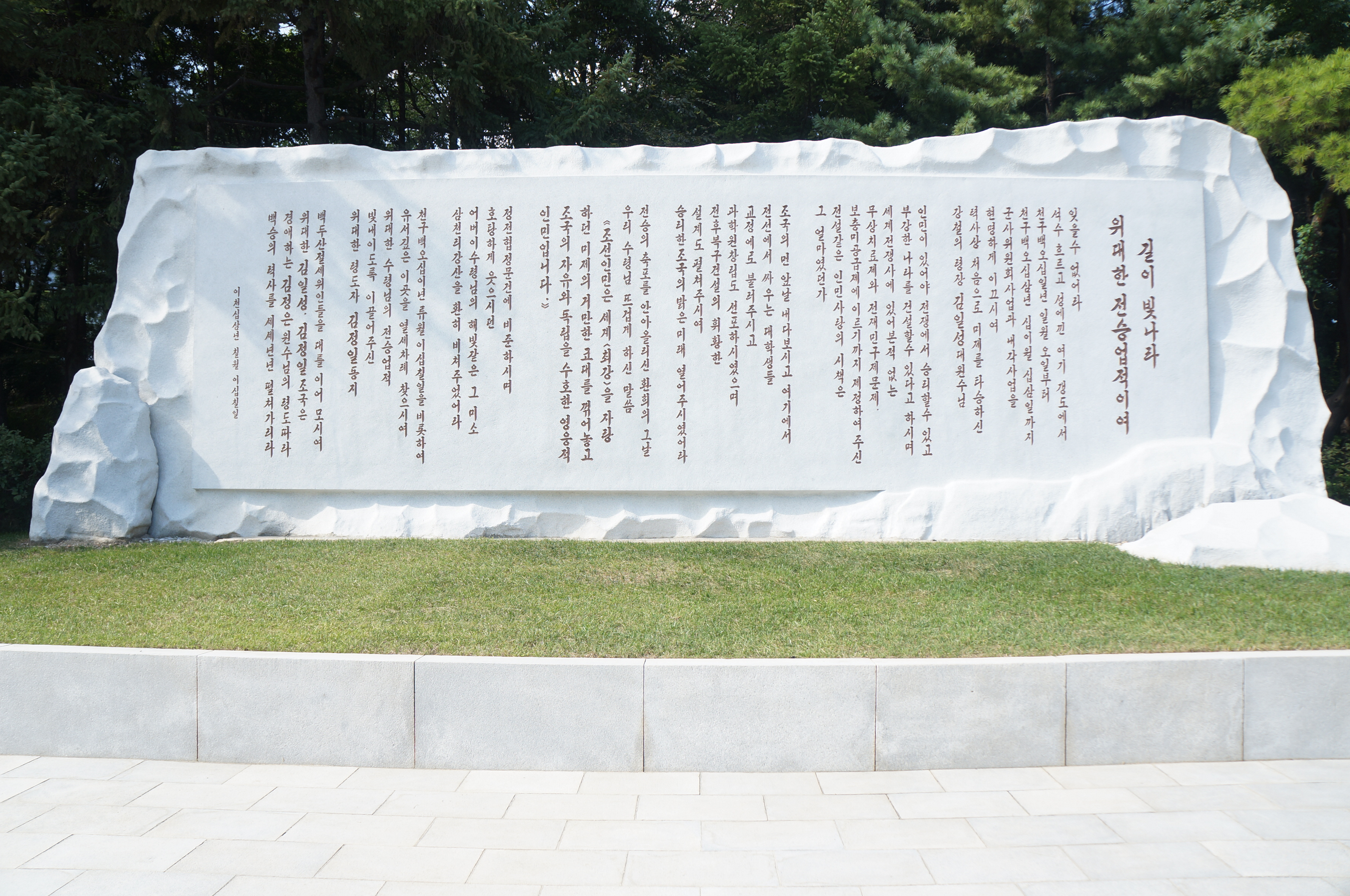
Una inscripción con el nombre de los tres líderes norcoreanos.

Corea del Norte refuerza el culto a la personalidad de Kim Jong-un en los últimos años y Pionyang está elevando el trato de su líder actual al nivel de los líderes anteriores del país, Kim Il-sung y Kim Jong-il, quienes mantuvieron una imagen casi sagrada en la propaganda norcoreana. El culto a la personalidad forma parte del paisaje cotidiano de Corea del Norte, cuyas gentes han reaccionado con desbordantes muestras de dolor a las muertes de los anteriores líderes. La propaganda ha trufado sus biografías de detalles fantásticos y ha embellecido sus pasajes menos lustrosos.

## Otros miembros de la familia
El culto a la personalidad se extiende a otros miembros de la familia Kim, aunque en menor grado.

### Kim Ung-u
A finales de la década de 1960, los historiadores del régimen de Corea del Norte comenzaron a divulgar la teoría de que el ataque al General Sherman fue planeado, orquestado y dirigido por un antepasado directo del presidente norcoreano Kim Il-sung. Tal hipótesis no tiene ningún sustento documental, pero continúa repitiéndose en publicaciones norcoreanas e incluso en 2006 la República Popular Democrática de Corea emitió un sello postal conmemorando el hundimiento del vapor de ruedas mercante estadounidense General Sherman, cuyo objetivo era abrir una ruta comercial con Corea para la compañía británica Meadows and Co.

### Kang Pan-sok

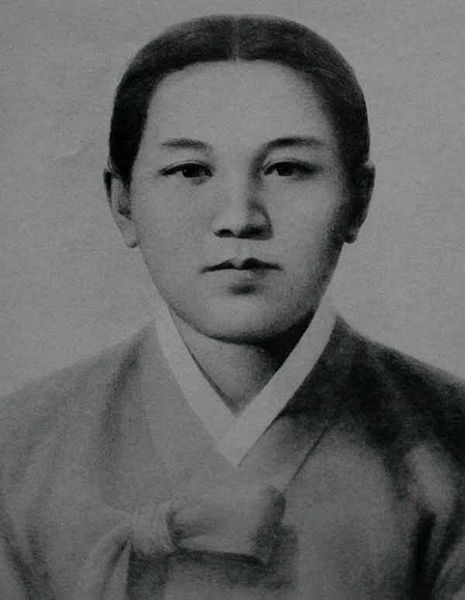
Kang Pan-sok.

Kang Pan-sok  (강반석 en coreano) (21 de abril de 1892 - 31 de julio de 1932) fue la madre del dirigente norcoreano Kim Il-sung, abuela de Kim Jong-il y bisabuela de Kim Jong-un. Fue una política comunista y activista de la independencia coreana. El 21 de abril es el día de su conmemoración, celebrándose una ceremonia en el Sitio Revolucionario de Chilgol, donde se encontraba Chilgol-ri, una ciudad que hoy en día forma parte de Pionyang.
En Corea del Norte, Kang Pan-sok es conocida como la "Madre de Corea" o la "Gran Madre de Corea". Ambos títulos los comparte con Kim Jong-suk.

### Kim Hyŏng-jik

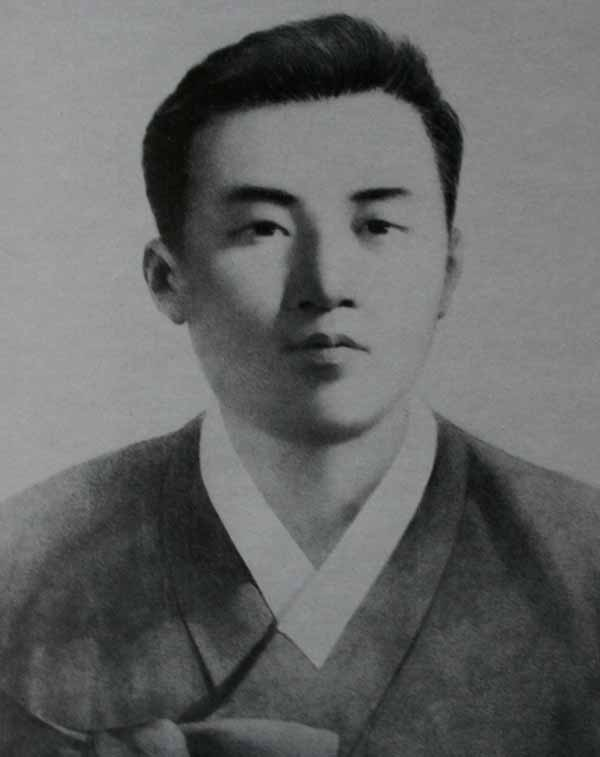
Kim Hyŏng-jik.

Kim Hyŏng-jik (김형직 en coreano) (10 de julio de 1894-5 de junio de 1926) fue un activista de la independencia coreana y político comunista. Es conocido por ser el padre del fundador de Corea del Norte, Kim Il-sung, abuelo del posterior líder, Kim Jong-il, y bisabuelo del actual líder, Kim Jong-un.

### Kim Hyong-gwon

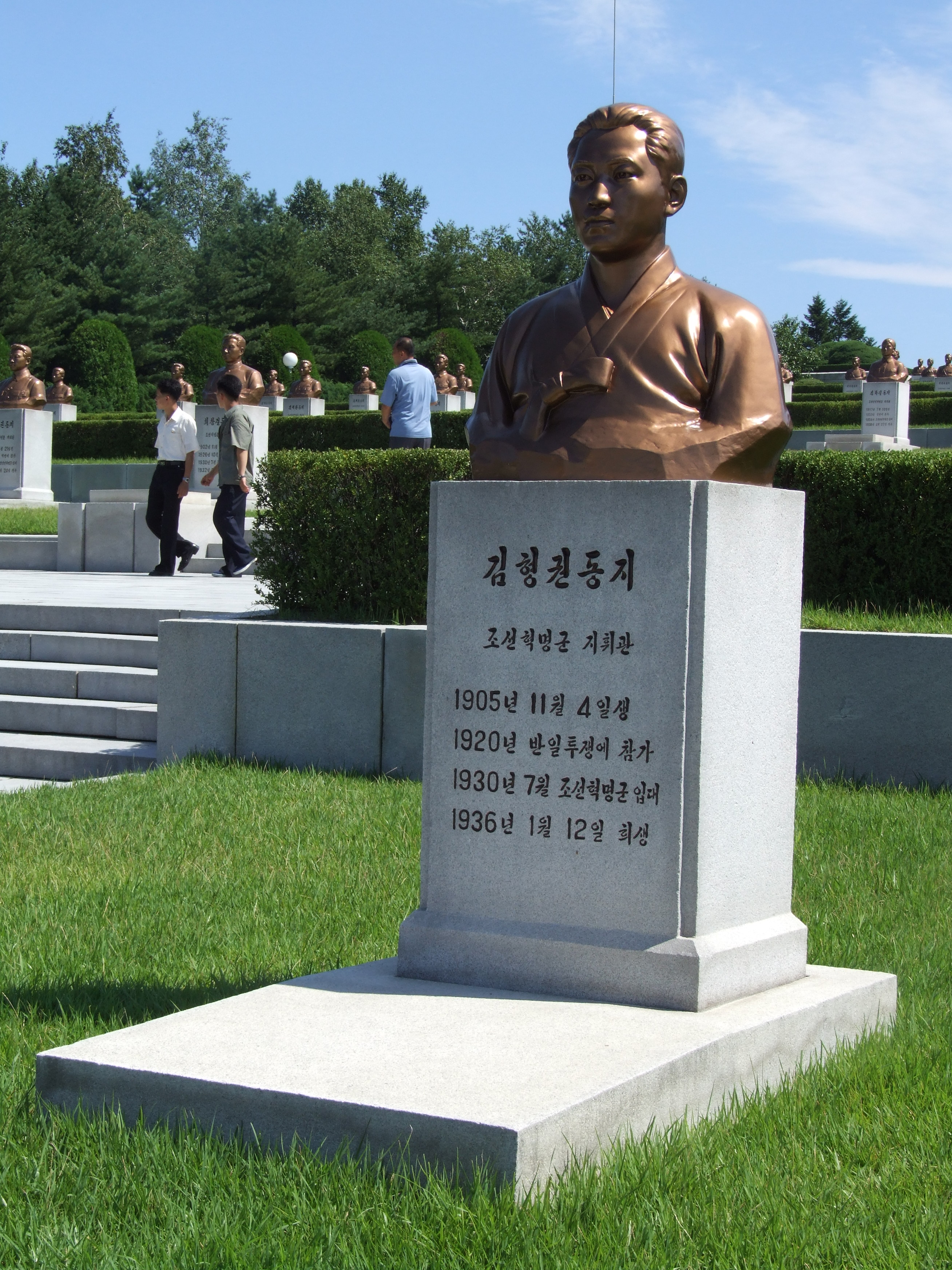
Tumba y busto de Kim Hyong-gwon en el cementerio de los Mártires Revolucionarios en Pionyang.

Kim Hyong-gwon (Hangul: 김형권 4 de noviembre de 1905 - 12 de enero de 1936) fue un revolucionario coreano. Es conocido por atacar una comisaría de policía japonesa en la Corea ocupada por los japoneses y posteriormente murió en la prisión de Seodaemun de Seúl donde cumplía su condena.
Kim Hyong-gwon era un tío del líder norcoreano Kim Il-sung. Como tal, está entre los miembros más famosos de la familia Kim en la propaganda norcoreana. El condado de Kimhyonggwon en Corea del Norte lleva el nombre de él.

### Kim Jong-suk

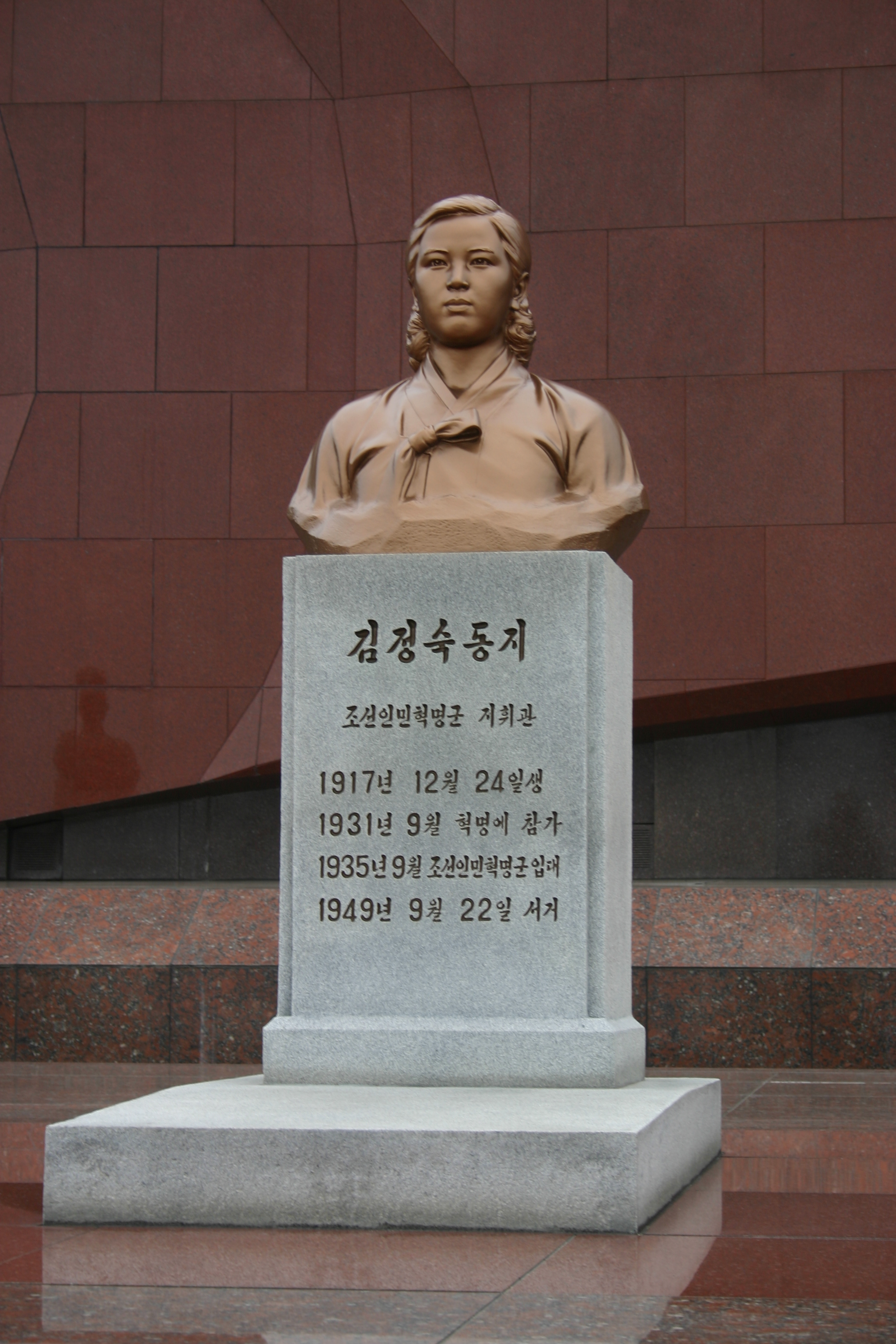
Tumba y busto de bronce de Kim Jong-suk en el cementerio de los Mártires Revolucionarios en Pionyang.

Kim Jong-suk (en coreano: 김정숙) (24 de diciembre de 1917 - 22 de septiembre de 1949) fue la primera esposa de Kim Il-sung, la madre de Kim Jong-il y la abuela de Kim Jong-un, los tres líderes de Corea del Norte. Kim Jong-suk (la madre de Kim Jong-il) es descrito como "una revolucionaria inmortal" y "un héroe antijaponesa guerra [que] confirmó la idea original y la política de Kim Il-sung y realiza hazañas distinguidos en el desarrollo del movimiento por la emancipación de las mujeres en Corea. ella está tipificado como una revolucionario modelo, esposa, y la figura materna, y la sociedad de Corea del Norte se ve a las historias de ella como ejemplos de cómo vivir la vida.

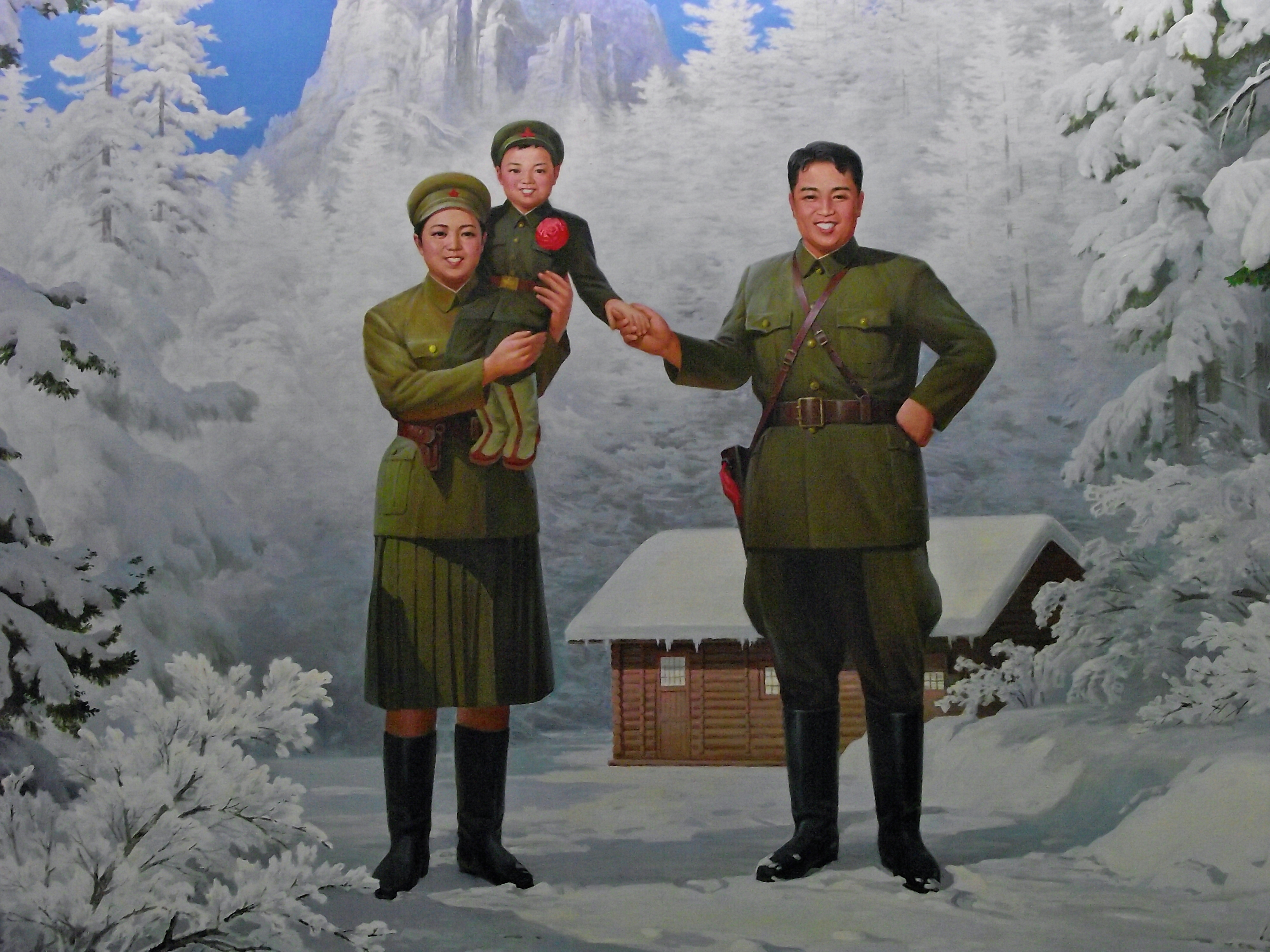
Kim Jong-suk, la madre de Kim Jong-il.

Kim Jong-suk muere en 1949 a la edad de 31 años, cuando daba a luz a su tercer hijo, una niña. Su imagen será utilizada, tanto en vida como en la muerte, como imagen de la mujer revolucionaria, por parte del Partido de los Trabajadores de Corea. Conocida como La Heroína de la Revolución Antijaponesa y una luchadora revolucionaria dedicada en cuerpo y alma a su país y su población, el gobierno de Corea del Norte le otorgó el título de Heroína de la República Democrática Popular de Corea el 21 de septiembre de 1972.

## Familismo
El familismo es un tipo de colectivismo en el que se espera que se prioricen las necesidades de la sociedad o la familia sobre las necesidades del individuo. Esto ocurre a gran escala en Corea del Norte, donde el Gran Líder Kim Il-sung es Padre y el Partido del Trabajo es Madre. Así, no solo se espera que la gente acaricie a sus padres biológicos y los trate con todo el respeto que se exige de la piedad filial tradicional confuciana, sino que deben apreciar y adorar a la familia gobernante Kim y al Partido Madre aún más.
El familismo en Corea del Norte se debe a una combinación del valor tradicional de piedad filial del Asia oriental confuciana, el sistema comunista del colectivismo, y el culto de la personalidad de Kim. Como un valor tradicional del Asia Oriental y Confucio, la importancia de la familia ha llegado a resonar a través de todos los aspectos de la vida de Corea del Norte, desde la política a la economía a la educación e incluso a las relaciones interpersonales entre amigos y enemigos
Cuando la Unión Soviética entró por primera vez en Corea del Norte en 1945 para iniciar su ocupación, tuvo que comenzar casi desde cero al establecer una base comunista en la región capital de Pionyang. De hecho, las ideologías soviéticas del comunismo y del socialismo eran probablemente tan ajenas a los coreanos de Pionyang como los propios soviéticos. Sin embargo, al enfatizar la relación familiar y de padre-hijo entre la Unión Soviética y Corea, y más tarde entre Kim Il-sung y el pueblo norcoreano, Kim no solo logró aplicar el marxismo occidental a un estado asiático, sino también asegurar su propio culto a la personalidad, construyendo así un sentido de lealtad incondicional hacia él entre el pueblo norcoreano cuando Corea del Norte estaba en su posición más vulnerable ante las influencias occidentales no deseadas.
Sin embargo, a finales de 1960 después del establecimiento del Juche como ideología oficial de Corea del Norte, a través del culto a la personalidad norcoreano, comenzó a centrarse prominente la ideología familiar más en la propia nación de Corea del Norte, Kim Il-sung como el nuevo padre de familia 
En combinación con el sistema del colectivismo de Corea del Norte y la virtud confuciana de piedad filial, esto se tradujo en la participación en el colectivo no necesariamente por deber político, pero a causa del amor para el padre del pueblo colectivo, el gran líder, y un deseo de aprender más sobre él y emularlo. Corea del Norte ya no era simplemente un estado-nación, sino un estado de familia con Kim Il-sung como su padre, mirando hacia fuera para el bien de todos sus hijos devotos.
Los cultos a la personalidad también promueven la idea de la dinastía familiar Kim como una familia modelo. En el dolor por la muerte de su segundo hijo Kim Pyong-il en 1947, Kim Il-sung regresó al mismo lugar una década después con un chamán coreano para realizar rituales para "aliviar su pérdida y dolor". Fue un énfasis particular en el amor filial confuciano del hijo por sus padres. Después de su muerte Kim dedicó monumentos a su padre y a su madre, respectivamente.
Sin embargo, el biógrafo Dae-Sook Suh duda de la sinceridad que Kim muestra en la reverencia de sus padres. Al considerar la infancia relativamente independiente de Kim, Suh no cree que Kim tuviera un amor especial por sus padres que requeriría museos y estatuas por separado para cada uno. En su lugar, Suh dice que "su propósito, más bien, parece ser más egoísta: un esfuerzo para construir su propia imagen como un piadoso hijo coreano de una familia revolucionaria". 
Al retratarse públicamente como un hijo leal que amaba a su madre y su padre, Kim se posicionó para exigir la misma lealtad filial de sus súbditos.
Del mismo modo, en conmemoración del 60.º cumpleaños de su padre, Kim Jong-il produjo tres óperas para él, construyó tres monumentos, incluyendo el Arco de Triunfo de Corea del Norte, por su 70.º cumpleaños en 1982 y cuando él murió en 1994, Kim Jong-il declaró tres años de duelo antes de reclamar el liderazgo de Corea del Norte. De esta manera, Charles Armstrong escribe que "Kim Jong-il encarnaba literalmente la continuidad en el sistema norcoreano, era el hijo biológico del Gran Líder, y bajo su retórica revolucionaria y cuasi socialista lo que era más evidente en Kim Jong-il Palabras y hechos era el honrado valor coreano de la piedad filial ".

## Veneración a los miembros femeninos de la familia Kim
Otro factor que hace que Corea del Norte sea única es su notable énfasis también en el aspecto maternal del liderazgo. En una decisión política distinta de otros regímenes socialistas, a partir de la década de 1960, Corea del Norte abandonó gradualmente la idea de liderazgo paternal —como Stalin en la Unión Soviética o Mao en China— y se refirió cada vez más a sus líderes en términos maternos, a pesar del hecho de que casi todos los principales de la familia y el partido son, de hecho, masculino.
Así, a partir de la década de 1960, los artículos comenzaron a referirse cada vez más al propio Kim Il-sung en términos más suaves, llamándolo el "oboi", una palabra que solía significar padre y madre. Fue en esta época, también, que su madre, Kang Pan-sok, se convirtió en "Madre de Corea", ganando monumentos y artículos en su alabanza. En la década de 1980, con el anuncio oficial de Kim Jong-il como sucesor, el Partido del Trabajo se convirtió en el "Partido de la Madre" (omonidang) y Kim Jong-il, asociado estrechamente con el partido, tomó epítetos como "Amado" y "Querido Líder". En consecuencia, Kim Jong-suk, primera esposa de Kim Il-sung y madre de Kim Jong-il, fue promovida para compartir el título de "Madre de Corea" con su suegra, ganando así monumentos y alabanzas en su propio nombre también.
Al asociar su liderazgo con la maternidad, la familia Kim no se convirtió en el padre severo y confuciano que exigía obediencia y respeto, sino la tierna y amorosa madre que inspira el amor espontáneo. Mientras que los niños pueden esperar a menudo que su padre haga lo correcto por él, siempre saben que su madre hará lo que es mejor para sus hijos. En este sentido, Charles Armstrong sugiere que "la nación era una familia, Kim Il-sung era el padre, el partido era la madre, y todos los extranjeros estaban fuera de los límites de la comprensión y la intimidad". La gente consolidó los lazos de su nación familiar exclusiva, reforzando aún más la idea de Corea del Norte como distinta de, y en muchos sentidos, superior al resto del mundo, comunista o capitalista.

## Significado histórico
Durante el último medio siglo, el sistema norcoreano ha promovido una imagen no solo de Kim Il-sung, sino también de su familia, como un culto nacionalista. El libro de texto de los soldados norcoreanos sobre la política de la guerra de Corea describe todas las grandes y heroicas hazañas de Kim Il-sung y sus antepasados en la eterna lucha contra los "imperialistas estadounidenses". Así, Kim Il-sung apostó su reclamación como merecedor único y calificado para la exclusión de todos los demás demandantes potenciales al liderazgo al promover el mito de un impresionante linaje familiar. Kim era el perfecto líder patriótico y revolucionario porque, como dice el libro de texto, la familia que lo crio fue totalmente patriótica y revolucionaria. Kim Il-sung no solo descendió y nació de líderes revolucionarios, sino que se casó con un líder revolucionario (Kim Jong-suk) y fue padre de un líder revolucionario (Kim Jong-il). Esto a su vez ayudaría a justificar la sucesión de Kim Jong-il y luego Kim Jong-un en el reemplazo de sus padres. La idea es que mientras su linaje continúe gobernando, el espíritu justo y divino de Kim Il-sung siga viviendo en el liderazgo norcoreano.